# 난리 미키
난리 미키(일본어: 南里 美希, 1988년 9월 20일~)는 일본의 모델이자 배우이다.